# Мизуров, Андрей Анатольевич
Андре́й Анато́льевич Мизу́ров (род. 16 марта 1973, Караганда) — казахстанский шоссейный велогонщик. Многократный чемпион Казахстана в индивидуальной гонке на время и групповой гонке. Участник Летних Олимпийских игр 2004 года и 2008 годов.

## Победы
| 1999 - Чемпион Азии в индивидуальной гонке на время - Чемпион Казахстана в индивидуальной гонке на время 2001 - Чемпион Казахстана в групповой гонке 2002 - Чемпион Казахстана в индивидуальной гонке на время 2003 - Чемпион Казахстана в групповой гонке 2004 - Чемпион Казахстана в групповой гонке - Тур озера Цинхай — этап 7 2005 - Чемпион Казахстана в групповой гонке - Вуэльта Индепенденсия Насьональ — этап 7 и генеральная классификация - Тур Китая — этап 1 и генеральная классификация - Тур Японии — этап 4 и 2-е место в общем зачёте - UCI Asia Tour — общий зачёт 2006 - Азиатские игры: - командная гонка на время — 1-е место - индивидуальная гонка на время — 3-е место - Чемпион Азии в индивидуальной гонке на время - Тур Бретани — этап 2 - Тур Гваделупы — этапы 2a, 2b и 9b 2007 - Чемпионат Казахстана, групповая гонка — 2-е место - Чемпионат Казахстана, индивидуальная гонка на время — 3-е место | 2008 - Чемпион Казахстана в индивидуальной гонке на время 2009 - Чемпион Казахстана в индивидуальной гонке на время - Чемпионат Азии, индивидуальная гонка на время — 2-е место - Тур озера Цинхай — пролог и генеральная классификация - Тур Восточной Явы — этап 2 и генеральная классификация - Тур Индонезии — этап 2 и 3-е место в общем зачёте 2010 - Чемпион Казахстана в индивидуальной гонке на время - Чемпион Азии в индивидуальной гонке на время - Иранский тур Азербайджана — этап 3 - Тур Кумано — генеральная классификация 2011 - Чемпионат Казахстана: - Чемпион Казахстана в групповой гонке - индивидуальная гонка на время — 2-е место 2013 - Чемпион Казахстана в индивидуальной гонке на время - Чемпионат Азии: - индивидуальная гонка на время — 2-е место - групповая гонка — 3-е место |

## Статистика выступлений наГранд Турах
| Гранд Тур | 2002 | 2003 | 2004 | 2005 | 2006 | 2007 | 2008 | 2009 | 2010 | 2011 |
| --------- | ---- | ---- | ---- | ---- | ---- | ---- | ---- | ---- | ---- | ---- |
| Джиро     | 37   | -    | -    | -    | -    | 21   | 66   | -    | -    | -    |
| Тур       | -    | -    | -    | -    | -    | -    | -    | -    | -    | -    |
| Вуэльта   | -    | -    | -    | -    | -    | -    | -    | -    | -    | 59   |